# Aguriahana germari
Aguriahana germari är en insektsart som först beskrevs av Zetterstedt 1840.  I den svenska databasen Dyntaxa används istället namnet Wagneripteryx germari. Enligt Catalogue of Life ingår Aguriahana germari i släktet Aguriahana och familjen dvärgstritar, men enligt Dyntaxa är tillhörigheten istället släktet Wagneripteryx och familjen dvärgstritar. Arten är reproducerande i Sverige. Inga underarter finns listade i Catalogue of Life.